# Jorge Maciel (Sänger)
Jorge Maciel (Carlos Pellegrini; * 17. September 1920 in Buenos Aires; † 25. Februar 1975) war ein argentinischer Tangosänger.

## Leben
Maciel begann seine Laufbahn als professioneller Sänger um 1940 und trat u. a. mit den Orchestern von Juan Carlos Caviello, Miguel Zabala, Félix Guillán und Roberto Caló auf. 1947 wurde er Mitglied im Orchester Alfredo Gobbis, mit dem er ab dem Folgejahr beim Label RCA Victor 18 Titel aufnahm, darunter ein Duo mit Ángel Díaz und drei mit Héctor Coral. 1954 wechselte er zu Osvaldo Pugliese, dessen zweiter Sänger Miguel Montero war. Mit Puglieses Orchester nahm er 66 Titel auf, darunter Duos mit Miguel Montero, Carlos Guido, Alfredo Belusi und Abel Córdoba.
1959 nahm er an der Tournee des Orchesters Puglieses durch die Sowjetunion und China mit dem Sänger Carlos Guido und dem Moderator Luis Mela teil. Auf ihrer Japantournee 1966 war Maciels Gesangspartner Abel Córdoba. 1968 wurde er Mitglied des Sexteto Tango mit dem Pianisten Julián Plaza, den Bandoneonisten Osvaldo Ruggiero und Víctor Lavallén, den Geigern Emilio Balcarce und Oscar Herrero und dem Kontrabassisten  Alcides Rossi. Das Sextett nahm 24 Titel auf, darunter die Tangoklassiker Sentimiento gaucho und Mi dolor. Maciel starb 1975 während einer Leistenbruchoperation.

## Aufnahmen
- Remembranza (von Mario Melfi und Mario Battistella)
- Independiente Club (von Agustín Bardi)
- La intriga (von Héctor Stamponi und Héctor Marcó)
- El pollero (von Héctor Marcó)
- Canzoneta (von Erma Suárez und Enrique Lary)
- Recuerdo (von Osvaldo Pugliese und Eduardo Moreno)
- Sentimiento gaucho
- Mi dolor
- Mi ciudad y mi gente
- Chiquilín de Bachín